# Lumbricillus cervisiae
Lumbricillus cervisiae är en ringmaskart som beskrevs av Kossmagk-Stephan 1983. Lumbricillus cervisiae ingår i släktet Lumbricillus och familjen småringmaskar. Inga underarter finns listade i Catalogue of Life.